# Paoni
Paoni (in copto: Ⲡⲁⲱⲛⲓ, Paōni), conosciuto anche come Payni (in greco: Παϋνί, Paüní) e Ba'unah (in arabo: بئونه, Ba'una), è il decimo mese dei calendari egizio e copto. Nel calendario Gregoriano, Paoni corrisponde al periodo che va dall'8 giugno al 7 luglio.
Nell'antico Egitto, il mese di Paoni era anche il secondo mese della stagione dello Shemu ("acque basse"), il periodo in cui le acque del Nilo permettevano agli egiziani di mietere i propri campi e realizzare un raccolto.

## Nome
Il nome del mese di Paoni deriva dal nome originale in egiziano antico del "Mese della Bellissima festa della valle" (in egiziano: pꜣ n in.t), in riferimento all'annuale festa celebrativa che si teneva a Tebe.

Il nome in lingua egizia era: 
| G40 | G1 | N35 | M17 | K1 · N35 | X1 · N25 |

 (P3-n-jnt).

## Sinassario copto del mese di Paoni
Di seguito il sinassario del mese:
| Copto   | Giuliano  | Gregoriano | Commemorazioni |
| ------- | --------- | ---------- | --- |
| Paoni 1 | Maggio 26 | Giugno 8   | - Martirio di San Cosma di Taha e dei suoi compagni - Martirio di San Zikam - Consacrazione della chiesa di San Leonzio il siriano. - Consacrazione della chiesa di San Febammone (Abu-Fam), soldato - Morte di Matta El Meskeen. |
| 2       | 27        | 9          | - Apparizione dei corpi di San Giovanni Battista e del profeta Elia. - Morte di San Giovanni XVIII, il centosettesimo Papa di Alessandria. |
| 3       | 28        | 10         | - Consacrazione della prima chiesa di San Giorgio nella città di Birma, in Egitto. - Martirio di Sant'Alladio, vescovo. - Morte di Santa Marta d'Egitto. - Morte di San Cosma I, il quarantaquattresimo Papa di Alessandria. - Morte di Sant'Abramo, vescovo di Al-Fayyum.                                                                  |
| 4       | 29        | 11         | - Martirio di San Sinesio (Sanusi) di Balqim. - Martirio di Sant'Amoun e Santa Sofia la Giusta. - Martirio di San Giovanni di Eraclea. - Morte di Sant'Hor. - Morte di San Giovanni VIII, l'ottantesimo Papa di Alessandria. |
| 5       | 30        | 12         | - Morte di San Giacomo l'Orientale. - Martirio di San Pshay e San Pietro. - Consacrazione della chiesa di San Vittore a Shu. |
| 6       | 31        | 13         | - Martirio di San Teodoro, monaco di Alessandria. |
| 7       | Giugno 1  | 14         | - Martirio di Sant'Abaschirone, soldato |
| 8       | 2         | 15         | - Commemorazione della consacrazione della chiesa della Santa Vergine Maria, madre di Dio (Theotókos) a Musturud. - Martirio di Sant'Amadah e dei suoi figli, e di Sant'Armanio e di sua madre Sant'Amah. - Martirio di San Georgio, il "Nuovo Martire".                                                                                    |
| 9       | 3         | 16         | - Morte del profeta Samuele. - Martirio di San Luciliano e di altri quattro con lui. - Spostamento delle reliquie di San Mercurio a Il Cairo, in Egitto. |
| 10      | 4         | 17         | - Martirio di Sant'Eudemone, Sant'Epistemone e Santa Sofia. - Commemorazione della chiusura dei templi pagani e dell'apertura delle chiese cristiane da parte di San Costantino il Grande. - Morte di San Giovanni XVI, il centotreesimo Papa di Alessandria. - Salita al trono di San Demetrio II, il centoundicesimo Papa di Alessandria. |
| 11      | 5         | 18         | - Martirio di San Claudio, figlio di Tolomeo e nipote dell'imperatore Numeriano. - Consacrazione dell'altare dei Quaranta martiri di Sebaste nella chiesa del Salvatore ad Alessandria. |
| 12      | 6         | 19         | - Commemorazione dell'arcangelo Michele. - Morte di San Giusto, il sesto Papa di Alessandria. - Morte di San Cirillo II, il sessantasettesimo Papa di Alessandria. - Morte di Sant'Eufemia, vedova. |
| 13      | 7         | 20         | - Commemorazione dell'arcangelo Gabriele, l'Annunciatore del profeta Daniele. - Morte di San Giovanni II, vescovo di Gerusalemme. |
| 14      | 8         | 21         | - Martirio dei Santi Ciro e Giovanni, Tolomeo e Filippo. - Morte di San Giovanni XIX, il centotredicesimo Papa di Alessandria. |
| 15      | 9         | 22         | - Lo scambio delle reliquie di San Marco per mano di Paolo VI, Papa di Roma. - Consacrazione della chiesa di San Mena a Maryut. |
| 16      | 10        | 23         | - Morte di Sant'Onofrio, anacoreta. |
| 17      | 11        | 24         | - Ritorno delle reliquie di San Marco alla Cattedrale di San Marco a Il Cairo. |
| 18      | 12        | 25         | - Morte di San Damiano, il trentacinquesimo Papa di Alessandria. - Inaugurazione della Cattedrale di San Marco a Il Cairo, nel monastero di Anba Rowais. |
| 19      | 13        | 26         | - Morte di Sant'Archillas, il diciottesimo Papa di Alessandria - Martirio di San Giorgio el-Mozahem. - Martirio di San Bishai e Sant'Anoub. - Prima liturgia pontificale svolta nella Cattedrale di San Marco a Il Cairo, nel monastero di Anba Rowais.                                                                                     |
| 20      | 14        | 27         | - Morte del profeta Eliseo. |
| 21      | 15        | 28         | - Commemorazione della prima chiesa dedicata alla Santa Vergine Maria a Cesarea di Filippo. - Martirio di San Timoteo l'egiziano di Menfi. - Morte di San Cerdone, il quarto Papa di Alessandria |
| 22      | 16        | 29         | - Consacrazione della chiesa dei Santi Cosma, Damiano, delle loro madri e dei loro fratelli. |
| 23      | 17        | 30         | - Morte di Sant'Abba Noub il Confessore. |
| 24      | 18        | Luglio 1   | - Martirio di San Mosè l'Etiope. |
| 25      | 19        | 2          | - Martirio di San Giuda, uno dei Settanta Discepoli. - Morte di San Pietro IV, il trentaquattresimo Papa di Alessandria |
| 26      | 20        | 3          | - Morte del profeta Giosuè. - Consacrazione della chiesa dell'arcangelo Gabriele. |
| 27      | 21        | 4          | - Martirio di Sant'Anania, apostolo. - Martirio di San Tommaso di Sandalat. |
| 28      | 22        | 5          | - Morte di San Teodosio, il trentatreesimo Papa di Alessandria - Commemorazione della Consacrazione della chiesa di San Sarabamone, vescovo di Nikiu. |
| 29      | 23        | 6          | - Martirio dei sette santi asceti sul monte Tounar. - Martirio dei Santi Abba Hour e di sua madre Teodora. - Consacrazione della chiesa dell'arcangelo Sariele. |
| 30      | 24        | 7          | - Natività di San Giovanni Battista. |